# Fjärilsdiagram
Ett fjärilsdiagram är en grafisk presentation av hur solfläckarnas latitud varierar år från år. Eftersom solfläckarnas tenderar att ligga på latituder omkring 30 grader i början av en ny solfläckscykel, för att sedan gradvis närma sig solens ekvatorn, så bildas en geometrisk figur som påminner om en fjäril.

## Historik
Solfläckscykeln upptäcktes 1843 av den tyske fysikern och botanikern Samuel Heinrich Schwabe. Efter 17 års solobservationer noterade han en periodisk variation i det genomsnittliga antalet solfläckar som kunde ses över åren.
Den schweiziske astronomen Rudolf Wolf sammanställde dessa observationer och andra och lyckades rekonstruera solfläckscykeln tillbaka till 1745. Han extrapolerade sedan cykeln tillbaka till de allra första observationerna av solen, som utfördes av Galileo Galilei i början av 1600-talet. Den indexering som Wolf skapade används ännu idag.
Tills helt nyligen räknade astronomerna med 28 solfläckscykler på 309 år, mellan 1699 och 2008, vilket gav en genomsnittslängd av 11,04 år. Nyare forskning tyder dock på att den längsta cykeln, 1784-1799 i själva verket varit två cykler. Det innebär att den genomsnittliga längden istället skulle vara ungefär 10,66 år.
De observerade cyklerna varierar mellan 9 och 14 år, med den dubbla cykeln på 1700-talet som enda avvikelse; dessa var kortare än 8 år.
Utifrån Wolfs beräkningar numreras solfläckscyklerna med början vid 1755–1766, som alltså räknas som "1". 
Fjärilsdiagrammet, som är ett sätt att åskådliggöra solfläckscyklerna, infördes 1904 av de brittiska astronomerna Edward Walter Maunder och Annie Scott Dill Maunder. De var först med att relatera solfläckarnas latitud till tiden. Paret Maunder beskrev den period 1645–1715 i solens historia, då nästan inga solfläckar fanns. Detta har senare kommit att benämnas Maunders minimum. De påvisade att detta i tiden sammanföll med den tid i jordens historia, som kallats "Lilla istiden", då klimatet över hela jorden karaktäriserades av osedvanligt kalla vintrar och svala somrar.
Annie och Walter Maunder publicerade 1908 verket The Heavens and their Story, med makan som huvudförfattare. Boken innehöll talrika fotografier från parets solobservationer som hon tagit i sin yrkesutövning.